# DGB Daegu Bank Park
Das DGB Daegu Bank Park (koreanisch DGB대구은행파크) ist ein Fußballstadion in der südkoreanischen Stadt Daegu. Die Anlage wurde nach dem Abriss des alten Daegu-Stadions Ende 2019 erbaut. Im Februar 2019 wurde die neue Spielstätte feierlich eröffnet. Seitdem trägt das Franchise Daegu FC ihre Heimspiele im DGB Daegu Bank Park aus. Daegu FC spielt aktuell (2019) in der K League 1, der höchsten Spielklasse Südkoreas.
Das Stadion trug bis zur Fertigstellung den Namen Forest Arena. Zur Eröffnung wurde die Daegu Bank Namenssponsor, weshalb es den Namen DGB Daegu Bank Park trägt.